# 暖東峽谷
25°04′37″N 121°45′18″E / 25.076989°N 121.754884°E

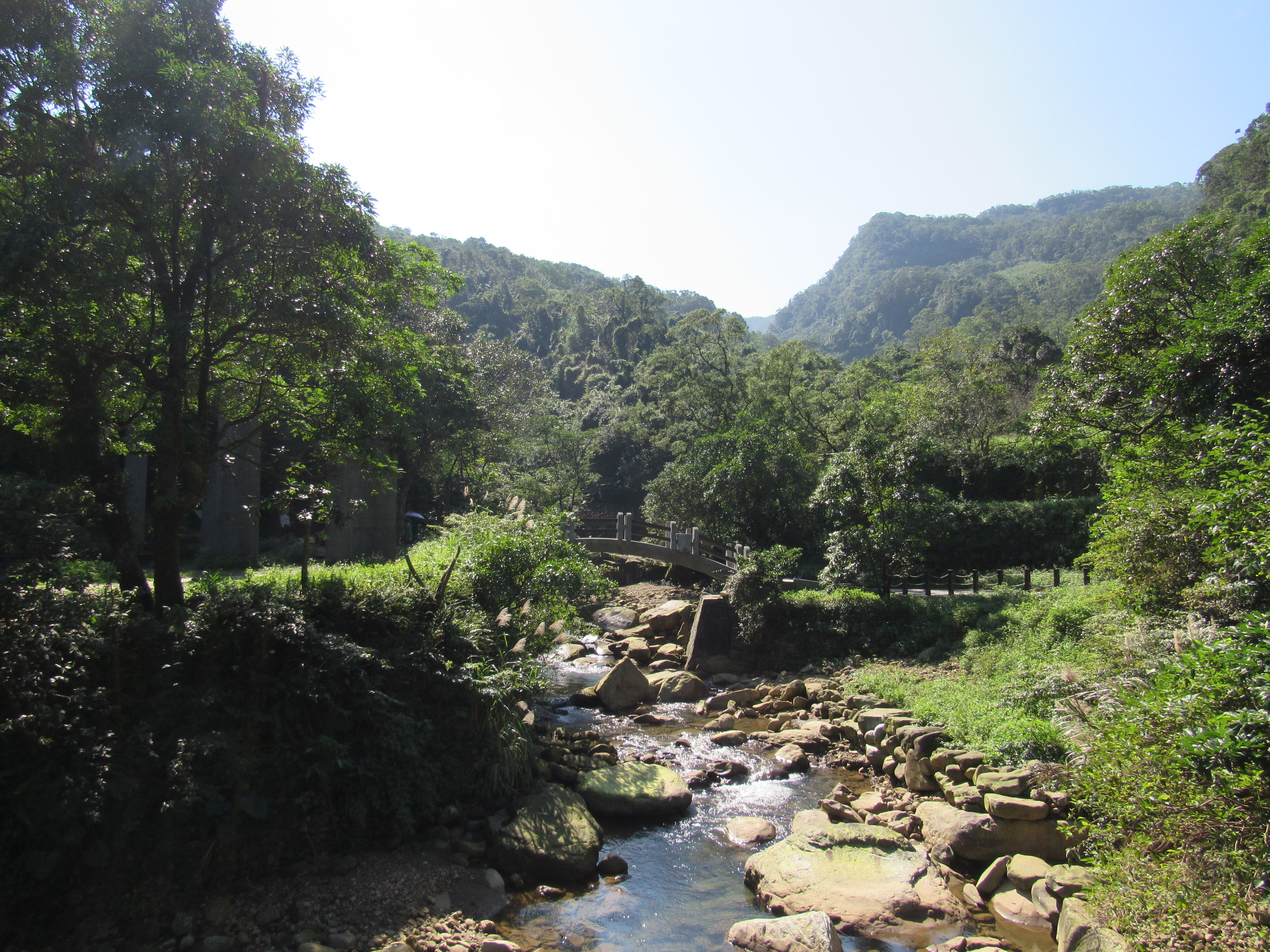
暖東峽谷溪景

暖東峽谷，臺灣旅遊景點，位於基隆市暖暖區東勢坑，與十分寮僅一山之隔。受到東勢溪的溪水沖蝕，從上游的火燒寮一直延伸下來都是峭壁溪谷的景觀，也成為踏青、郊遊的去處。

## 概況
由於暖東峽谷被劃為「暖東峽谷森林遊樂區」，因此園區內有露營場、步道、吊橋等人為設施。受到保安林的保護，在全部園區441.309公頃的土地之內，有部分區域是被法規禁止開發。不過，在溪谷仍可見人為開發，比如攔砂壩的設置干擾了東勢溪的生態系統。大致上，園區內仍能保有原始林相，比如山黃麻、血桐、野桐、白匏子、山棕、刺樬等植群生長於山坡地，沿溪谷與水而居的有水麻、筆筒樹、臺灣芒等植群，而且純淨的溪水也提供魚蝦、昆蟲等生物的棲息環境。此外，沿著溪谷而循，可見岩壁有一處山洞，以往是蝙蝠居住的洞穴，受到人為干擾，僅留下一堆斗甕，據傳是以前人家的寄金習俗所留下的遺骨放置於甕內。

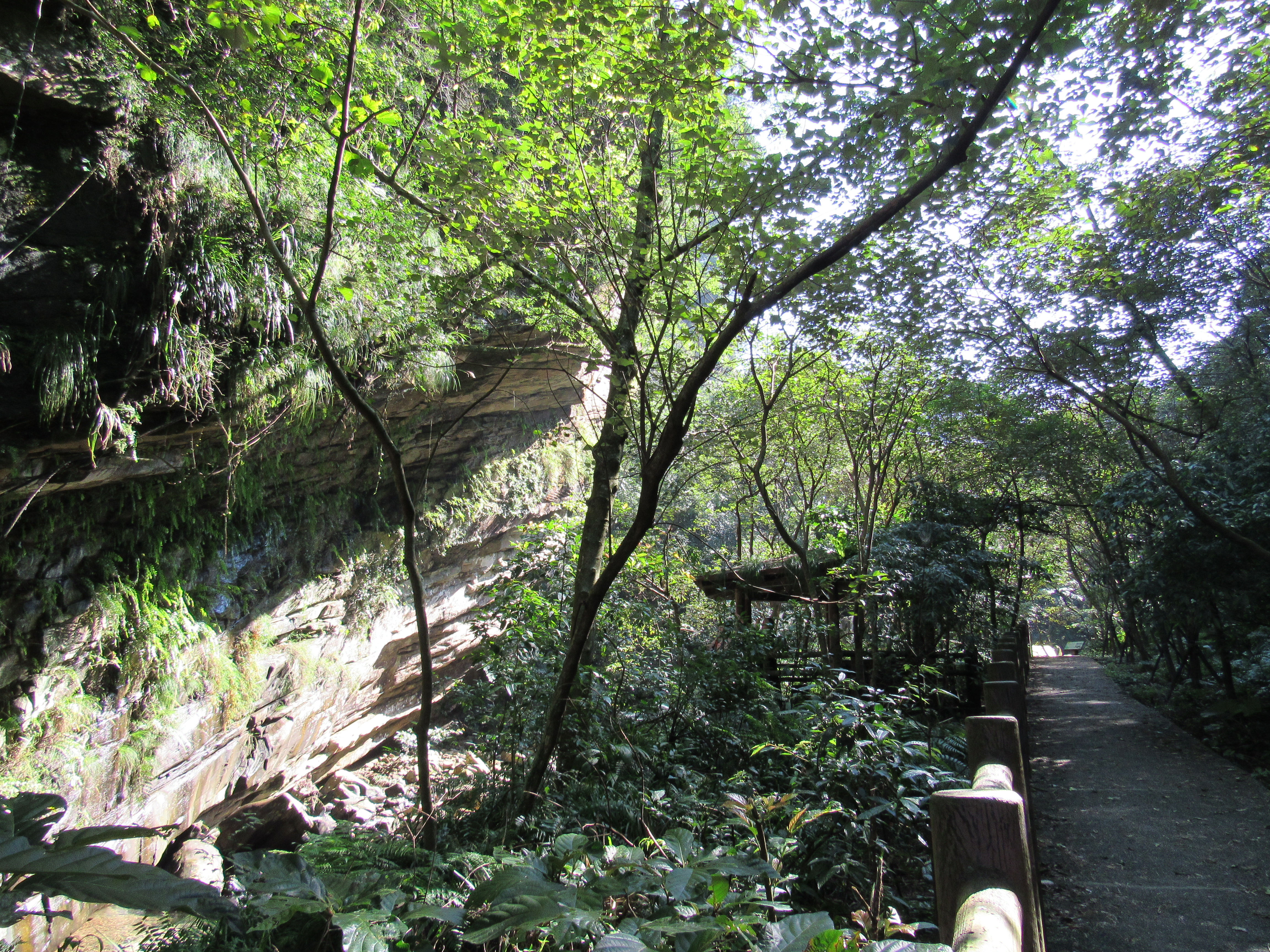
暖東峽谷走道

長期以來，暖東峽谷委外廠商經營，經過多年使用，園區的設施在多處損壞及封閉之下，影響旅客造訪意願，最終因為廠商無力經營，交通旅遊處以廠商契約到期為由將園區封閉，並於2012年12月27日停止對外開放使用。
暖東峽谷森林遊樂區歷經颱風豪雨，地質環境造成衝擊，且部分園區位於大規模崩塌災害潛勢地區、山崩與地滑地質敏感區及土石流潛勢溪流範圍，無法實施原核定計畫，已無設置之必要。行政院農委會於2021年6月29日公告廢止暖東峽谷森林遊樂區地點及範圍。

## 解
1. ↑  交通旅遊處是基隆市政府的轄下行政執行機關[5]。

## 資料來源
1. 1 2 3  . 《新聞與公報》（16卷10期）. 行政院農業委員會 （中文（臺灣））.
2. 1 2 3 4  . 基隆市觀光導覽解說協會.   [2014年1月2日]. （原始内容存档于2013年5月1日） （中文（臺灣））.
3. 1 2 3  牟玉珮. . 聯合新聞網. 2012年12月27日  [2014年1月2日]. （原始内容存档于2014年1月2日） （中文（臺灣））.
4. 1 2  . 基隆陸域生態博覽館. 經國校園生態導覽. （原始内容存档于2019-04-22） （中文（臺灣））.
5. ↑  . 基隆市政府交通旅遊處. 基隆市政府. （原始内容存档于2021-01-30） （中文（臺灣））.
6. ↑  牟玉珮. . 聯合新聞網. 2012年12月27日  [2014年1月2日]. （原始内容存档于2014年1月2日） （中文（臺灣））.
7. ↑  農委會公告廢止 （页面存档备份，存于） (農林務字第1101609470號). 行政院農業委員會 （中文（台灣））

## 外部連結
- . 基隆旅遊網.   [2021-12-25]. （原始内容存档于2020-08-13） （中文（臺灣））.